# Knoevenagelova kondenzace
Knoevenagelova kondenzace je organická reakce pojmenovaná po Emilu Knoevenagelovi. Jedná se o modifikaci aldolové kondenzace.
Knoevenagelova kondenzace je nukleofilní adice sloučeniny aktivního vodíku na karbonylovou skupinu, po níž následuje dehydratační reakce, při níž se vyloučí molekula vody (proto kondenzace). Produktem je často α,β-nenasycený keton (konjugovaný enon).
Při této reakci je karbonylovou skupinou aldehyd nebo keton. Katalyzátorem je obvykle slabě zásaditý amin. Aktivní vodíková složka má tvar:
- Z–CH2-Z nebo Z–CHR–Z, například diethyl-malonát, Meldrumova kyselina, ethyl-acetacetát, kyselina malonová nebo kyselina kyanoctová.[3]
- Z–CHR1R2, například nitromethan.

kde Z je funkční skupina odebírající elektrony. Z musí být dostatečně silná, aby usnadnila deprotonaci na enolátový ion i při použití mírné zásady. Použití silné zásady v této reakci by vyvolalo samokondenzaci aldehydu nebo ketonu.
Hantzschova syntéza pyridinu, Gewaldova reakce a Feistova–Benaryova furanová syntéza obsahují Knoevenagelův reakční krok. Tato reakce také vedla k objevu CS plynu.

## Doebnerova modifikace

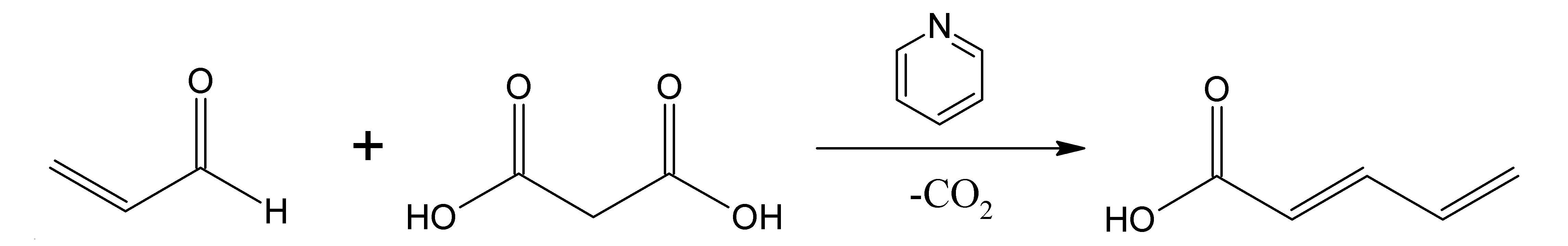
Doebnerova modifikace Knoevenagelovy kondenzace. Akrolein a kyselina malonová reagují v pyridinu za vzniku kyseliny trans-2,4-pentadienové se ztrátou oxidu uhličitého.

Pokud je jednou z odtahujících skupin na nukleofilu karboxylová kyselina, například s kyselinou malonovou, může kondenzační produkt v dalším kroku projít dekarboxylací. V tzv. Doebnerově modifikaci je zásadou pyridin. Například produktem reakce akroleinu a kyseliny malonové v pyridinu je kyselina trans-2,4-pantedienová s jednou karboxylovou skupinou, nikoliv se dvěma.

## Rozsah
Knoevenagelova kondenzace je demonstrována na reakci 2-methoxybenzaldehydu (1) s kyselinou thiobarbiturovou (2) v ethanolu za použití piperidinu jako zásady. Vzniklý enon (3) je komplexní molekula.
Knoevenagelova kondenzace je klíčovým krokem při komerční výrobě antimalarika lumefantrinu (součást přípravku Coartem):
Počátečním produktem reakce je směs izomerů E a Z v poměru 50:50, ale protože se oba izomery rychle vyrovnávají kolem společného hydroxylového prekurzoru, lze nakonec získat stabilnější izomer Z.
V této syntéze je demonstrována vícesložková reakce s cyklohexanonem, malononitrilem a 3-amino-1,2,4-triazolem:

## Weissova–Cookova reakce
Weissova-Cookova reakce spočívá v syntéze cis-bicyklo[3.3.0]oktan-3,7-dionu za použití esteru kyseliny acetondikarboxylové a diacylu (vicinálního diketonu). Mechanismus probíhá stejně jako Knoevenagelova kondenzace: